# 동물의 숲
《동물의 숲》(일본어: どうぶつの森 도오부츠노 모리[*], 영어: Animal Crossing)은 닌텐도의 비디오 게임이다. 또한 동물의 숲은 플레이어가 동물들이 살고 있는 숲 속의 마을로 이사를 가서 살면서 산책을 하고, 집을 인테리어하고, 곤충 채집을 하고, 낚시를 하고, 동물 이웃들과 교류하는 등의 활동을 하는 온라인 연결을 하여 친구와 즐길 수 있는 커뮤니케이션 게임이다.
《동물의 숲》 시리즈의 가장 큰 특징은 엔딩이 없다는 것이다. 자유도가 높아 게임이 제공하는 범위 내에서 하고 싶은 일은 거의 무엇이든지 할 수 있지만, 그 결과는 주인공이 직접적 또는 간접적으로 받게 된다. 한 예시로, 마을에 심어진 꽃을 전부 뽑고 나무를 모두 잘라 버리면, 마을 환경 지수가 낮아지며, 이웃들은 자주 이사를 가고 이사를 간 이웃은 다른 마을의 주인공에게 그 마을의 이야기를 하기도 한다. 또한 게임 내에는 다른 닌텐도 게임과 관련된 물품들이 등장하여, 직접 캐릭터가 착용하거나 게임기로 다른 미니 게임을 할 수도 있다.

## 역사
2001년 4월 14일에는 닌텐도 64로 일본에서만 발매된 최초의 《동물의 숲》에서는 가족이나 친구와 함께 즐길 수 있는 커뮤니케이션 게임으로 어필하였다. 초기에는 출하량을 그리 많이 두지 않았다. 그러나, 인터넷과 TV 광고의 영향으로 10대~20대 여성 중심의 유저층이 형성되기 시작하여, 소프트웨어 부족 현상까지 빚어졌다. 뜻밖의 인기에 닌텐도는 급히 이 작품을 게임큐브로 이식하고 몇 가지 기능을 추가한 《동물의 숲+》를 같은 해 12월 14일 발매하였고 크리스마스 시즌에 대단한 인기를 얻었으며, 이 작품은 2002년에 미합중국, 2003년에 오스트레일리아, 2004년에는 유럽 지역에 Animal Crossing이라는 제목으로 번역과 현지화 작업을 거쳐 발매되었다. Animal Crossing은, 언어만 일본어로 바꾸고 몇 가지 기능을 추가하여 《동물의 숲 e+》이라는 제목으로 2003년에 일본에서만 발매되었다.
게임 잡지에 연재되는 등 점차적으로 인지도를 높여 갔다. 2005년에 발매된 《놀러오세요 동물의 숲》은 플랫폼인 닌텐도 DS의 인기와 맞물려 2007년에는 800만 장 이상의 판매량을 기록했다. 한편, 대한민국에서는 2007년 12월 6일 《놀러오세요 동물의 숲》이 정식 발매된 이후, 불법 복제가 가장 많은 게임으로 지적되기도 하였다.
2006년, 《놀러오세요 동물의 숲》을 모티브로 한 영화, 《극장판 동물의 숲》이 일본에서만 개봉되었다. 이 영화의 엔딩 마지막 부분에 "다음엔 Wii에서 만나요"라는 메시지가 나옴으로서 Wii 플랫폼으로 개발되고 있다는 사실이 밝혀졌으며, 2008년 12월 《타운으로 놀러가요 동물의 숲》이 일본과 북미, 유럽에서 발매되었다.
대한민국에서 2013년 2월 《튀어나와요 동물의 숲》이 발매되면서 동물의 숲의 표식인 나뭇잎을 닌텐도에 각인시키며, 닌텐도 안에 게임이 내장되어있는 닌텐도인 《튀어나와요 동물의 숲 에디션》이 발매되었다.
2020년 3월에 《모여봐요 동물의 숲》 이 발매되었다.

## 게임 목록

### 본편
- 《동물의 숲》 (2001) - 닌텐도 64
  - 《동물의 숲+》 (2003) - 게임큐브
  - 《동물의 숲 e+》 (2003) - 게임큐브
- 《놀러오세요 동물의 숲》 (2005) - 닌텐도 DS
- 《타운으로 놀러가요 동물의 숲》 (2008) - Wii
- 《튀어나와요 동물의 숲》 (2012) - 닌텐도 3DS
- 《모여봐요 동물의 숲》 (2020) - 닌텐도 스위치

### 외전
- 《동물의 숲 해피 홈 디자이너》 (2015) - 닌텐도 3DS
- 《동물의 숲 아미보 페스티벌》 (2015) - Wii U
- 《동물의 숲 포켓 캠프》 (2017) - iOS, 안드로이드

## 게임의 전체적인 특징

### 시작
게임을 처음 시작하면, 플레이어는 운송 수단을 타고 어디론가 이동하고 있다. 거기서 특정 인물(낯선고양이, 운전수 등)을 만나고, 몇 가지 질문을 받는다. 이 질문에 의하여 플레이어의 캐릭터의 성별, 얼굴, 최초의 옷, 머리 스타일이 결정된다. 마을에 도착하면, 플레이어는 마을에서 잡화점을 운영하고 있는 '너굴'을 만나며, 4채의 빈 집 중 하나를 골라 살게 된다. 《놀러오세요 동물의 숲》의 경우, 플레이어가 살 수 있는 집은 1채뿐이기 때문에 집 구경을 끝낸 후 너굴을 만나게 되며 《튀어나와요 동물의 숲》,《모여봐요 동물의 숲》경우에는 원하는 집/텐트의 위치를 정할 수 있다. 플레이어가 살 수 있는 집이 생겼지만 돈이 한 푼도 없기 때문에, 너굴은 자신의 가게에서 아르바이트를 하면서 집 대출금을 조금씩 갚을 것을 제안한다. 이 아르바이트는 작품의 튜토리얼에 해당하며, 플레이어는 이를 통해 게임의 기본적인 규칙 같은 것들을 배우게 된다. 그러나 《튀어나와요 동물의 숲》에서는 캐릭터의 성별과 이름은 정할 수 있지만 캐릭터는 랜덤으로 생성되며 마을에 도착하면 마을 주민들과 여울이 반겨주며 여울이 촌장님이라고 부른다. 그런 뒤 플레이어는 너굴하우징에서 집의 터를 정한 뒤 마을사무소로 가면 여울이 무엇을 해야 하는지 알려준다.
《모여봐요 동물의 숲》에서는 낮선고양이 대신 너굴이 운영하는 회사(Nook.lnc)의 직원인 콩돌이와 밤돌이가 공항에서 등장한다. 그리고 도루묵씨는 자동저장기능 때문에 긴급 탈출 서비스 직원으로 등장한다. 섬에 도착하면 너굴이 텐트를 나누어 주고 기본 가구들은 텐트 안에 들어있다. 오리엔테이션이 끝나면 잠을 자고 그때 K.K가 나와 리얼타임으로 바뀐다고 말한다. 모여봐요 동물의 숲에는 낚시, 화석 발굴, 곤충채집 등을 하면 '마일'이라는 화폐를 준다. 마일로는 마을회관, 안내소에서 여러 물품과 교환할 수 있다.

### 게임의 목적
동물의 숲은 동물들이 살고 있는 작은 마을에서 다른 동물 이웃들과 교류하면서 생활한다는 내용의 게임이다. 플레이어가 자기 나름대로의 라이프 스타일을 즐길 수 있도록 게임 시스템이 설계되어 있어 자유도가 높다.
게임의 목적은 초기에는 살고 있는 집의 크기를 넓히는 것이나
- 가구를 모은다. '가구 세트'또는 '테마 가구'가 그에 맞는 바닥과 벽지와 함께 존재한다.
- 집을 인테리어하여, '해피홈 아카데미'의 최고 점수에 도전한다.
- 곤충, 어류, 화석, 토용을 모은다.
- 꽃과 나무를 아름답게 심어 마을을 최고 환경으로 만든다. (평판을 올린다. (모여봐요 동물의숲))
- 동물 이웃과 친하게 지내며 이야기를 나눈다.
- 벨(돈)을 번다.
- 친구들과 통신을 하여 게임 속에서 만난다.
- 옷이나 패턴의 디자인을 하여 옷을 입거나 패턴을 마을 바닥에 깔아 마을을 예쁘게 꾸민다.

이와 같이 여러 가지 방법으로 즐기는 것이 가능하다.

### 게임 내의 날짜와 시간
동물의 숲은 시간과 날짜의 정보를 불러오며, 일자·시각·요일·계절등이 현실과 동일하게 적용된다. 시간이나 계절에 따라서 마을의 경치나 동물 이웃의 생활도 바뀌며, 특정 계절이나 시간에는 특별한 이벤트가 개최되기도 한다. 닌텐도 64용 《동물의 숲》에서는 플레이어가 플레이할 때마다 날짜와 시간을 입력해야 했으나 《동물의 숲+》부터는 기기에 내장된 시계 기능에 연동해 현실 시간과 동일하게 플레이 할 수 있다.

## 동물어
동물어는 토타카 카즈미가 《동물의 숲》의 개발에 참여하기 시작한 이후, 그의 아이디어로 만들어진 것이다. 게임 속의 동물들은, 말을 할 때 말풍선에 텍스트가 표시되지만, 텍스트가 나타날 때에, 우리가 흔히 듣는 언어(예를 들자면 한국어) 같지 않으면서도 잘 들으면 그 언어 같이 들리는 이상한 소리로 말을 하는데, 이것이 바로 동물어이다. 게임 개발 초기에는 텍스트가 나타날 때 비비비비비비 하는 소리가 나오게 하려고 하였으나, 동물들의 성별과 성격을 최대한 효과적으로 나타나게 하기 위해서 동물어를 사용하기로 하였다. 이후 동물의 성격과 성별에 따라서 구사해 내는 동물어에 차이가 있게 했으며, '기쁜 상태', '우울한 상태', '화가 난 상태'와 같은 동물들의 심리 상태에 따라서 말투, 소리 크기에 기복이 있게 하였다.
동물어는 게임이 다른 나라에 수출될 때마다 매번 그 나라의 언어로 만들어졌으며, 이에 따라 한국어로 번역되어 출시된 《놀러오세요 동물의 숲》, 《타운으로 놀러가요 동물의 숲》,《모여봐요 동물의 숲》에도 한국어판 동물어가 내장되어 있다. 대한민국 발매판《놀러오세요 동물의 숲》의 경우, 한글 문자에만 소리가 할당되어 있어 로마자/숫자가 나올 때는 동물어 없이 무음으로 지나갔으나, 《타운으로 놀러가요 동물의 숲》에서는 로마자와 숫자에도 소리가 할당되었다. 하지만, 채팅 시 또는 숫자 입력 시 키보드나 위 리모컨의 포인터로 문자와 숫자를 입력할 때 그 문자와 숫자에 맞는 동물어가 나오는 다른 언어 작품들과는 달리, 한국어판 동물의 숲은 비비비비비비 소리만 나온다. 이유는 한국어 키보드 입력 구조 상(자음과 모음을 합치는 방식이므로) 동물어는 불가능하다고 봐야 하기 때문이다.

## 반응 및 영향
| 게임                        | 연도 | 판매량 (단위: 만 장) | 메타크리틱 |
| --------------------------- | ---- | -------------------- | ---------- |
| 동물의 숲                   | 2001 | 271                  | 87/100     |
| 놀러오세요 동물의 숲        | 2005 | 1175                 | 86/100     |
| 타운으로 놀러가요 동물의 숲 | 2008 | 338                  | 73/100     |
| 튀어나와요 동물의 숲        | 2012 | 1282                 | 88/100     |
| 모여봐요 동물의 숲          | 2020 | 3263                 | 91/100     |
| 동물의 숲 해피 홈 디자이너  | 2015 | 304                  | 66/100     |
| 동물의 숲 아미보 페스티벌   | 2015 | 9                    | 46/100     |

《동물의 숲》 시리즈는 대체적으로 긍정적인 반응을 얻었다. 2001년 《동물의 숲》부터 2012년 《튀어나와요 동물의 숲》에 이르기까지의 네 게임 모두 각 기종에서 판매량 순위권에 들었다. 《동물의 숲》은 약 271만 장, 《놀러오세요 동물의 숲》은  1175만 장, 《타운으로 놀러가요 동물의 숲》은 338만 장, 《튀어나와요 동물의 숲》은 1282만 장, 《동물의 숲 해피 홈 디자이너》는 304만 장의 판매량을 기록했다. 반면 《동물의 숲 아미보 페스티벌》은 일본에서의 판매량이 87,872장에 그치면서 상업적, 비평적 실패로 남았다.
2020년에 발매된 《모여봐요 동물의 숲》은 발매 6주만에 이전 시리즈의 총합 판매량을 넘어서는 신기록을 세워, 2021년 3월 기준 3263만 장을 판매하면서 닌텐도 스위치 역사상 두번째로 많이 팔린 게임이 됐다.

## 기타 매체
2006년 12월 16일 《놀러오세요 동물의 숲》을 소재로 한 영화 《동물의 숲》이 일본에서만 상영되었다. 제작은 오엘엠이, 일본 내 배급은 도호가 맡았다. 개봉 당시 박스오피스에서 약 18억 엔의 수익을 기록했다.
닌텐도의 크로스오버 격투 게임 《슈퍼 스매시브라더스》 시리즈에서는 《슈퍼 스매시브라더스 for 닌텐도 3DS/Wii U》(2014) 에서부터 플레이어 캐릭터에 해당하는 '마을주민'이 《동물의 숲》을 대표하는 인물로 출연한다. 더불어 비서 여울은 《슈퍼 스매시브라더스 for 닌텐도 3DS/Wii U》에서 어시스트 피규어로서 처음 등장한 후 《슈퍼 스매시브라더스 얼티밋 (2018)》에서는 마찬가지로 플레이어 캐릭터로서 참전한다.
마을주민과 여울 모두 《마리오 카트 8 (2014)》에서 DLC 캐릭터로, 닌텐도 스위치 이식판 《마리오 카트 8 디럭스》에선 기본 캐릭터로 등장한다.

## 참조
1. 1 2  《동물의 숲》 판매량 세부사항:

  - 일본 – 1,027,558
    - 《동물의 숲》 (2001) – 641,300[5]
    - 《동물의 숲 e+》 (2003) – 386,258[6]

  - 미국 – 1,680,000[7]